# Mistrovství Evropy ve fotbale hráčů do 19 let 2011 (soupisky)
Soupisky na Mistrovství Evropy ve fotbale hráčů do 19 let 2011, které se hrálo v Rumunsku.
| Zlato                | Stříbro          | Bronz            | Bronz             |
| -------------------- | ---------------- | ---------------- | ----------------- |
| Španělsko • Soupiska | Česko • Soupiska | Irsko • Soupiska | Srbsko • Soupiska |

## Skupina A

### Česko
Hlavní trenér:  Jaroslav Hřebík
| Jméno            | Datum narození | Klub                 |
| Brankáři         | Brankáři       | Brankáři             |
| ---------------- | -------------- | -------------------- |
| Tomáš Koubek     | 26.8.1992      | FC Hradec Králové    |
| Jakub Zapletal   | 30.3.1992      | FC Zlín              |
| Obránci          |                |                      |
| Jakub Brabec -   | 6.8.1992       | AC Sparta Praha      |
| Jakub Jugas      | 5.5.1992       | FC Zlín              |
| Tomáš Kalas      | 15.5.1993      | Chelsea FC           |
| Pavel Kadeřábek  | 25.4.1992      | AC Sparta Praha      |
| Patrik Lácha     | 20.1.1992      | FK Teplice           |
| Tomáš Jeleček    | 25.2.1992      | 1. FC Slovácko       |
| Roman Polom      | 11.1.1992      | AC Sparta Praha      |
| Záložníci        |                |                      |
| Adam Jánoš       | 20.7.1992      | AC Sparta Praha      |
| Martin Kraus     | 30.5.1992      | Bohemians Praha 1905 |
| Martin Sladký    | 1.3.1992       | FC Viktoria Plzeň    |
| Ladislav Krejčí  | 5.7.1992       | AC Sparta Praha      |
| Martin Hála      | 24.3.1992      | SK Sigma Olomouc     |
| Útočníci         |                |                      |
| Jiří Skalák      | 12.3.1992      | AC Sparta Praha      |
| Antonín Fantiš   | 15.4.1992      | FC Baník Ostrava     |
| Tomáš Přikryl    | 4.7.1992       | SK Sigma Olomouc     |
| Vojtěch Hadaščok | 8.1.1992       | FC Slovan Liberec    |

### Řecko
Hlavní trenér:  Leonidas Vokolos
| Jméno                   | Datum narození | Klub                 |
| Brankáři                | Brankáři       | Brankáři             |
| ----------------------- | -------------- | -------------------- |
| Stefanos Kapino         | 18.3.1994      | Panathinaikos Athény |
| Kostas Kaldelis         | 22.3.1992      | Olympiakos Pireus    |
| Obránci                 |                |                      |
| Nikos Skondras          | 16.11.1992     | Asteras Tripolis FC  |
| Ioannis Potouridis -    | 27.2.1992      | Olympiakos Pireus    |
| Panagiotis Stamogiannos | 30.1.1992      | Olympiakos Pireus    |
| Nikos Marinakis         | 12.9.1993      | Panathinaikos Athény |
| Záložníci               |                |                      |
| Kostas Stafylidis       | 2.12.1993      | PAOK Soluň           |
| Anastasios Lagos        | 12.4.1992      | Panathinaikos Athény |
| Charis Mavrias          | 21.2.1994      | Panathinaikos Athény |
| Kostas Kotsaridis       | 12.6.1992      | Olympiakos Pireus    |
| Kostas Fortounis        | 16.10.1992     | Asteras Tripolis FC  |
| Vasilis Bouzas          | 30.6.1993      | Panionios GSS        |
| Kostas Rougalas         | 13.10.1993     | Olympiakos Pireus    |
| Georgios Katidis        | 12.2.1993      | Aris Soluň           |
| Dimitris Kolovos        | 27.4.1993      | Panionios GSS        |
| Útočníci                |                |                      |
| Anastasios Bakasetas    | 28.6.1993      | Asteras Tripolis FC  |
| Nikos Karelis           | 24.2.1992      | PAE Ergotelis        |
| Dimitrios Diamantakos   | 5.3.1993       | Olympiakos Pireus    |

### Irsko
Hlavní trenér:  Paul Doolin
| Jméno            | Datum narození | Klub                       |
| Brankáři         | Brankáři       | Brankáři                   |
| ---------------- | -------------- | -------------------------- |
| Aaron McCarey    | 14.1.1992      | Wolverhampton Wanderers FC |
| Sean McDermott   | 30.5.1993      | Arsenal FC                 |
| Obránci          |                |                            |
| Matt Doherty     | 16.1.1992      | Wolverhampton Wanderers FC |
| Derrick Williams | 17.1.1993      | Aston Villa FC             |
| John Egan -      | 20.10.1992     | Sunderland AFC             |
| Anthony O'Connor | 25.10.1992     | Blackburn Rovers FC        |
| Declan Walker    | 1.3.1992       | Wrexham AFC                |
| Joe Shaughnessy  | 6.7.1992       | Aberdeen FC                |
| Záložníci        |                |                            |
| Jeff Hendrick    | 31.1.1992      | Derby County FC            |
| Samir Carruthers | 4.4.1993       | Aston Villa FC             |
| Anthony Forde    | 16.11.1993     | Wolverhampton Wanderers FC |
| Kane Ferdinand   | 7.10.1992      | Southend United FC         |
| Eoin Wearen      | 2.10.1992      | West Ham United FC         |
| Sean Murray      | 11.10.1993     | Watford FC                 |
| Connor Smith     | 18.2.1993      | Watford FC                 |
| Útočníci         |                |                            |
| John O'Sullivan  | 18.9.1993      | Blackburn Rovers FC        |
| Kevin Knight     | 13.2.1993      | Leicester City FC          |
| Conor Murphy     | 11.11.1992     | Bray Wanderers AFC         |

### Rumunsko
Hlavní trenér:  Lucian Burchel
| Jméno                | Datum narození | Klub                      |
| Brankáři             | Brankáři       | Brankáři                  |
| -------------------- | -------------- | ------------------------- |
| Laurențiu Brănescu   | 30.3.1994      | Juventus FC               |
| Radu Florian Chiriță | 8.5.1992       | SCM Râmnicu Vâlcea        |
| Obránci              |                |                           |
| Andrei Peteleu       | 20.8.1992      | FC Delta Tulcea           |
| Lucian Murgoci       | 25.3.1992      | ASC Oțelul Galați         |
| Sebastian Remeș      | 19.1.1992      | Budapest Honvéd FC        |
| Adrian Avrămia       | 31.1.1992      | FC Politehnica Iași       |
| Costinel Gugu        | 20.5.1992      | FC U Craiova 1948         |
| Záložníci            |                |                           |
| Romario Benzar       | 26.3.1992      | FC Viitorul Konstanca     |
| Alin Cârstocea       | 16.1.1992      | FC Viitorul Konstanca     |
| Nicolae Stanciu      | 7.5.1993       | FC Unirea Alba Iulia      |
| Patrick Walleth      | 27.1.1992      | FC Ingolstadt 04          |
| Enghin Amet          | 19.7.1992      | CS Juventus București     |
| Útočníci             |                |                           |
| Ionuț Năstăsie -     | 7.1.1992       | FCSB                      |
| Mihai Roman          | 31.5.1992      | FC U Craiova 1948         |
| Tiberiu Serediuc     | 2.7.1992       | CS Otopeni                |
| Florin Ilie          | 18.6.1992      | FC Politehnica Timișoara  |
| Sebastian Chitoșcă   | 2.10.1992      | CSM Ceahlăul Piatra Neamț |
| Cristian Gavra       | 3.4.1993       | FC Viitorul Konstanca     |

## Skupina B

### Belgie
Hlavní trenér:  Marc Van Geersom
| Jméno                  | Datum narození | Klub                 |
| Brankáři               | Brankáři       | Brankáři             |
| ---------------------- | -------------- | -------------------- |
| Koen Casteels          | 25.6.1992      | TSG 1899 Hoffenheim  |
| Thomas Kaminski        | 23.10.1992     | Beerschot AC         |
| Obránci                |                |                      |
| Pierre-Yves Ngawa      | 9.2.1992       | Standard Lutych      |
| Dino Arslanagić        | 24.4.1993      | Standard Lutych      |
| Laurens De Bock        | 7.11.1992      | KSC Lokeren          |
| Jannes Vansteenkiste   | 17.2.1993      | Club Brugge KV       |
| Marnick Vermijl        | 13.1.1992      | Manchester United FC |
| Jonas Vervaeke         | 10.1.1992      | KV Kortrijk          |
| Záložníci              |                |                      |
| Tom Pietermaat         | 6.9.1992       | KV Mechelen          |
| Jore Trompet           | 30.7.1992      | KSC Lokeren          |
| Maxime Lestienne       | 17.6.1992      | Club Brugge KV       |
| Franco Zennaro         | 1.4.1993       | Standard Lutych      |
| Hannes Van der Bruggen | 1.4.1993       | KAA Gent             |
| Florent Cuvelier -     | 12.9.1992      | Stoke City FC        |
| Alessandro Cerigioni   | 30.9.1992      | Lommel SK            |
| Útočníci               |                |                      |
| Thorgan Hazard         | 29.3.1993      | RC Lens              |
| Paul-José M'Poku       | 19.4.1992      | Standard Lutych      |
| Igor Vetokele          | 23.3.1992      | KAA Gent             |

### Srbsko
Hlavní trenér:  Dejan Govedarica
| Jméno              | Datum narození | Klub                   |
| Brankáři           | Brankáři       | Brankáři               |
| ------------------ | -------------- | ---------------------- |
| Nikola Perić       | 4.2.1992       | FK Vojvodina Novi Sad  |
| Spasoje Stefanović | 12.10.1992     | FK BSK Borča           |
| Obránci            |                |                        |
| Jovan Krneta       | 4.5.1992       | FK Crvena zvezda       |
| Marko Petković     | 3.9.1992       | OFK Bělehrad           |
| Uroš Ćosić -       | 24.10.1992     | FK Crvena zvezda       |
| Aleksandar Pantić  | 14.4.1992      | FK Rad                 |
| Uroš Vitas         | 6.7.1992       | FK Rad                 |
| Danilo Kuzmanović  | 4.1.1992       | Djurgårdens IF Fotboll |
| Záložníci          |                |                        |
| Filip Malbašić     | 18.11.1992     | FK Rad                 |
| Andrej Mrkela      | 9.4.1992       | FK Rad                 |
| Darko Brašanac     | 12.2.1992      | FK Partizan            |
| Goran Čaušić       | 5.5.1992       | FK Crvena zvezda       |
| Nenad Lukić        | 2.9.1992       | PFK Lokomotiv Plovdiv  |
| Ivan Rogač         | 18.6.1992      | FK Rad                 |
| Útočníci           |                |                        |
| Miloš Jojić        | 19.3.1992      | FK Teleoptik           |
| Đorđe Despotović   | 4.3.1992       | FK Spartak Subotica    |
| Nikola Trujić      | 14.4.1992      | FK Smederevo 1924      |
| Aleksandar Pešić   | 21.5.1992      | FC Šeriff Tiraspol     |

### Španělsko
Hlavní trenér:  Ginés Meléndez
| Jméno           | Datum narození | Klub              |
| Brankáři        | Brankáři       | Brankáři          |
| --------------- | -------------- | ----------------- |
| Edgar Badia     | 12.2.1992      | RCD Espanyol      |
| Adrián Ortolá   | 20.8.1993      | Villarreal CF     |
| Obránci         |                |                   |
| Dani Carvajal   | 11.1.1992      | Real Madrid       |
| Sergi Gómez     | 28.3.1992      | FC Barcelona      |
| Ignasi Miquel   | 28.9.1992      | Arsenal FC        |
| Jon Aurtenetxe  | 3.1.1992       | Athletic Bilbao   |
| Albert Blázquez | 21.1.1992      | RCD Espanyol      |
| Jonás Ramalho   | 10.6.1993      | Athletic Bilbao   |
| Záložníci       |                |                   |
| Rubén Pardo     | 22.10.1992     | Real Sociedad     |
| Álex Fernández  | 15.10.1992     | Real Madrid       |
| Pablo Sarabia - | 11.5.1992      | Getafe CF         |
| José Campaña    | 31.5.1993      | Sevilla FC        |
| Gerard Deulofeu | 13.3.1994      | FC Barcelona      |
| Juan Muñiz      | 14.3.1992      | Sporting de Gijón |
| Útočníci        |                |                   |
| Álvaro Morata   | 23.10.1992     | Real Madrid       |
| Borja Bastón    | 25.8.1992      | Atlético Madrid   |
| Paco Alcácer    | 30.8.1993      | Valencia CF       |
| Juanmi          | 20.5.1993      | Málaga CF         |

### Turecko
Hlavní trenér:  Kemal Özdeş
| Jméno            | Datum narození | Klub                |
| Brankáři         | Brankáři       | Brankáři            |
| ---------------- | -------------- | ------------------- |
| Ömer Kahveci     | 15.2.1992      | Bucaspor            |
| Aykut Özer       | 1.1.1993       | Eintracht Frankfurt |
| Obránci          |                |                     |
| Okan Alkan       | 1.10.1992      | Fenerbahçe SK       |
| Furkan Şeker     | 17.3.1992      | Beşiktaş JK         |
| Sezer Özmen      | 7.7.1992       | Çaykur Rizespor     |
| Sefa Başıbüyük   | 18.10.1993     | Çorumspor           |
| Berkay Öztuvan   | 5.2.1992       | Fenerbahçe SK       |
| Atınç Nukan      | 20.7.1992      | Beşiktaş JK         |
| Záložníci        |                |                     |
| Kamil Çörekçi    | 1.2.1992       | Bucaspor            |
| Orhan Gülle -    | 15.1.1992      | Gaziantepspor       |
| Ömer Ali Şahiner | 2.1.1992       | Konya Şekerspor     |
| Gökay Iravul     | 18.10.1992     | Fenerbahçe SK       |
| Engin Bekdemir   | 7.2.1992       | FC Porto            |
| Şervan Taştan    | 20.5.1993      | FC Metz             |
| Útočníci         |                |                     |
| Muhammet Demir   | 10.1.1992      | Gaziantepspor       |
| Nadir Çiftçi     | 12.2.1992      | Portsmouth FC       |
| Ali Dere         | 29.9.1992      | Konyaspor           |
| Hasan Ahmet Sarı | 21.1.1992      | Trabzonspor         |